# Gremlin

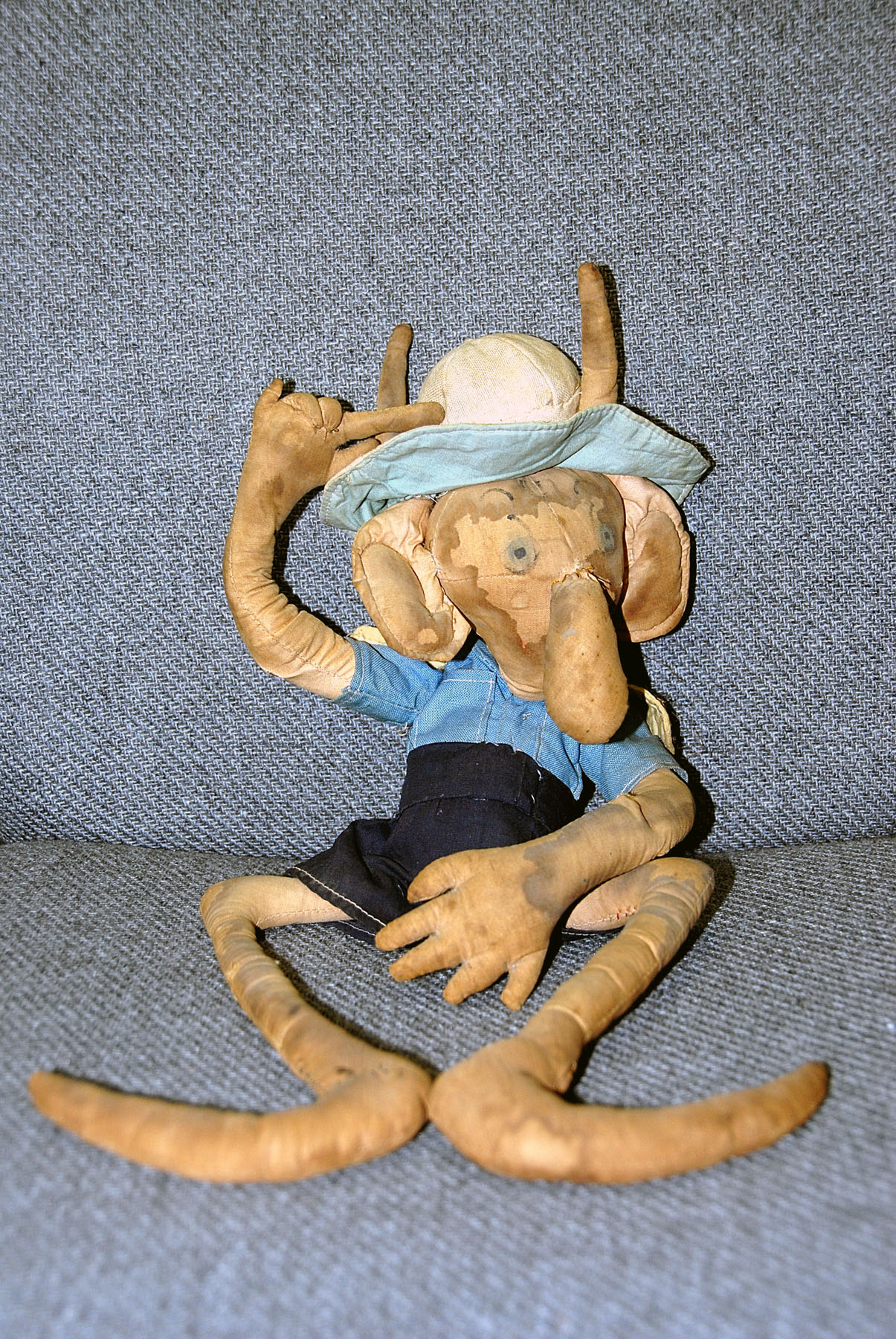
Un gremlin como mascota de la tripulación de los aviones B-17 en misiones sobre Alemania de 1942 a 1945.

Un gremlin es una criatura mitológica de naturaleza malévola, popular en la tradición de países de habla inglesa y surgida probablemente a comienzos del siglo XX. 
La historia popular describe a los gremlins como capaces de sabotear todo tipo de maquinaria. Esta percepción de las criaturas dio origen, por ejemplo, a que los pilotos ingleses de la Royal Air Force (RAF) de servicio en Oriente Medio durante la Segunda Guerra Mundial narraran un cuento que intentaba atribuir los accidentes frecuentes que sucedían en sus vuelos a la acción de estos seres fantásticos. Se comentaba que debido a que los gremlins eran animales que destruían todo, su existencia podía explicar las caídas de aviones, sin necesidad de que fuesen atacados. Aludiendo a la misma historia, pero con signo exactamente inverso, también se utilizó como mascota para traer buena suerte a la tripulación de la fuerza aérea en sus misiones sobre Alemania.
Existen narraciones de gremlins que son previas a la segunda guerra y algunas datan, por ejemplo, de los años 1920, tras la Primera Guerra Mundial. Sin embargo, se atribuye al autor Roald Dahl, quien estuvo en la RAF en el Oriente Medio durante la guerra, la popularización del gremlin, al haber escrito sobre estas criaturas en su primer libro infantil, titulado precisamente Los gremlins (1943), y que fue publicado por Walt Disney Productions.
Por otra parte, las películas Gremlins (1984) y Gremlins 2 (1990), ambas dirigidas por Joe Dante, muestran otra versión de unas criaturas malévolas.
Además, han tenido apariciones en caricaturas de la compañía Warner Bros., como en los cortos animados de Merrie Melodies: "Falling Hare" (1943), con Bugs Bunny de protagonista, o "Russian Rhapsody" (1944), y en las películas The Twilight Zone y Pasajero oculto, también de la misma compañía, la cual presenta una criatura más aterradora y letal.

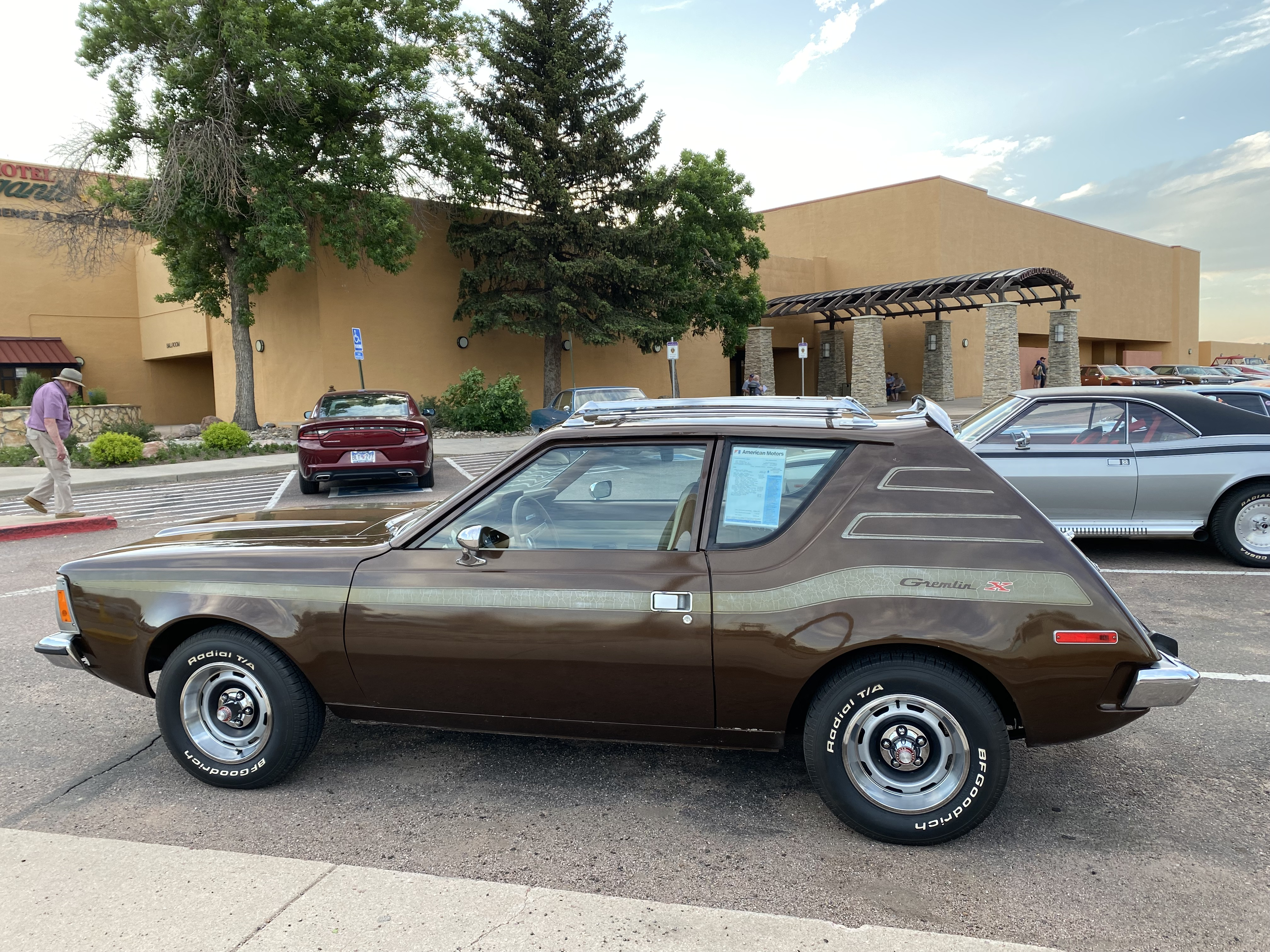
AMC Gremlin de 1973.

En el ámbito automotriz hay un modelo de vehículo con el mismo nombre (AMC Gremlin) producido de 1970-1978.

## Otros usos
Por extensión, el término gremlin se ha incorporado, asimismo, a la jerga de otras esferas.

### Fórmula 1
En la jerga de la Fórmula 1, el término gremlin se refiere a los problemas que surgen en algunos de los componentes de los monoplazas, tanto mecánicos como electrónicos, como son el motor, los neumáticos o las cajas de cambios.

### Imprenta
En el mundo editorial, las editoriales e imprentas y los correctores de textos utilizan el término sobre todo para referirse a aquellas faltas de ortografía, de gramática, o errores tipográficos y similares que aparecen en un texto publicado, aun después de haberlo repasado en varias ocasiones antes de su publicación. Se supone que dichos gremlins aparecen en el camino entre el corrector de textos y la imprenta.
Se trata de otra versión del demonio medieval Titivillus, que era la excusa que sistemáticamente aducían los monjes de los scriptoria cuando el revisor advertía cualquier error en la copia de los manuscritos o, más tarde, la que los cajistas esgrimían ante las quejas de los correctores en la imprenta.